# Eleonora Akvitánská
Eleonora Akvitánská (francouzsky Aliénor d'Aquitaine, anglicky Eleanor of Aquitaine; asi 1122/1124? Bordeaux – 31. března/1. dubna 1204? Poitiers) byla akvitánská vévodkyně, francouzská a anglická královna. Byla dědičkou rozsáhlého akvitánského vévodství na jihozápadě Francie, které se na tři staletí stalo jedním z hlavních předmětů sporů mezi Francií a Anglií.
Eleonora se vévodkyní akvitánskou a hraběnkou z Poitiers stala roku 1137 smrtí svého otce Viléma X. Akvitánského. Sňatkem s Ludvíkem VII. se stala nejprve královnou Francie (1137–1152),  s manželem se zúčastnila druhé křížové výpravy do Svaté země a poté došlo k rozluce manželství. Záhy se vdala za vévodu normandského Jindřicha Plantageneta, který roku 1154 získal anglickou korunu a Eleonora se stala anglickou královnou. Později podněcovala své syny z druhého manželství ke vzpouře proti jejich otci. Proto ji Jindřich II. držel řadu let v domácím vězení. Po smrti manžela r. 1189 je propuštěna svým synem, novým králem Richardem Lvím srdcem, kterého pak v jeho nepřítomnosti zastupovala. Ve vysokém věku se dočkala vlády dalšího svého syna Jana Bezzemka (1199) a poslední léta strávila v klášteře Fontevrault.
Současníky pohoršovala svým jednáním a byla terčem mnoha pomluv i obdivu. Dochoval se její bohatě ilustrovaný žaltář, kde je zpodobněna v pozici pokorné donátorky.

## Dětství a mládí
Eleanora se narodila jako nejstarší ze tří dětí akvitánského vévody Viléma X. a jeho manželky Eleonory ze Châtelleraultu. Po náhlé smrti svého otce na pouti do Santiaga de Compostela se stala dědičkou Akvitánie, bohatého kraje na západě Francie.
| „                 | Sladká Akvitánie, jsi bohatá svými šťavnatými pastvinami a nádhernými lesy, překypuješ plody a tvé vinice jsou sladké jako nektar. | “ |
| — Hériger z Lobes | |   |

## Francouzská královna

### Manželství s Ludvíkem VII.

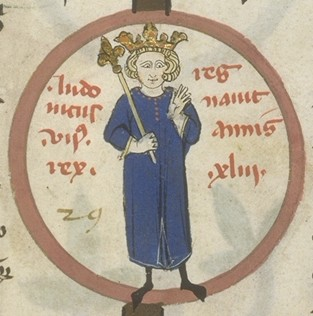
Ludvík VII.

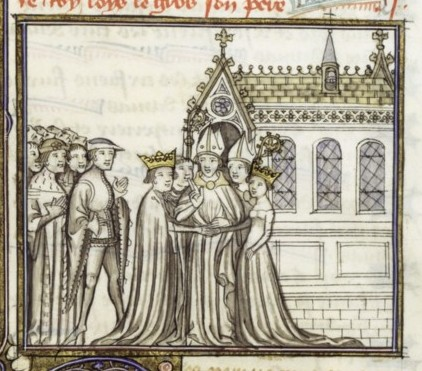
Svatební obřad
s francouzským králem na středověké iluminaci.

Eleonora byla podle soudobých svědectví krásná, vzdělaná a kultivovaná žena. V červenci 1137 byla v souladu s poslední vůlí svého otce provdána za sedmnáctiletého následníka francouzského trůnu Ludvíka. Nemocný ženichův otec Ludvík VI. již pár dní po svatbě zemřel a mladík nastoupil 1. srpna 1137 na francouzský trůn jako Ludvík VII. Brzy po nástupu na trůn se vymanil z moci své matky Adély Savojské. Jeho rádcem se na dlouhou dobu stal opat Suger.
Mladá královna si z domova přinesla kritický postoj k církvi a zřejmě pod jejím vlivem nebyl Ludvík zpočátku své vlády příliš nakloněn církevním svobodám, a pokud to vyhovovalo jeho záměrům, neváhal se s církví dostat do konfliktu. Proti církevnímu rozhodnutí se postavil i v případě sporu o manželství svého senešala Rudolfa z Vermandois, který zapudil kvůli královnině sestře Petronile svou choť a dostal se tak do sporu s Theobaldem z Blois, bratrem odvržené choti. Papežský legát prohlásil první manželství za platné a nad hrabstvím vyhlásil interdikt. Král Ludvík provinilého a církví exkomunikovaného senešala vojensky podpořil, napadl hraběte Theobalda a pak se celý život trápil výčitkami nad tisíci ubožáky, kteří uhořeli v kostele při dobývání Vitry. Roku 1143 obě strany uzavřely mír.
Ludvík prý sice byl do Eleonory zamilován, ale podle jejího názoru byl „spíš mnich než král“. Královna nemohla dlouho počít potomstvo, první dcera Marie se narodila až po mnoha modlitbách roku 1145.
| „       | … choval ke královně takřka nezřízenou lásku… Miloval ji horoucně a skoro dětinsky. | “ |
| — Suger |                                                                                     |   |

| „                   | Touha mladého Kapetovce byla uvězněna v těsné síti… a nebylo divu, neboť tělesné půvaby, jimiž Aliénor byla obdařena, byly velké… | “ |
| — Vilém z Newburghu | |   |

### Křížová výprava

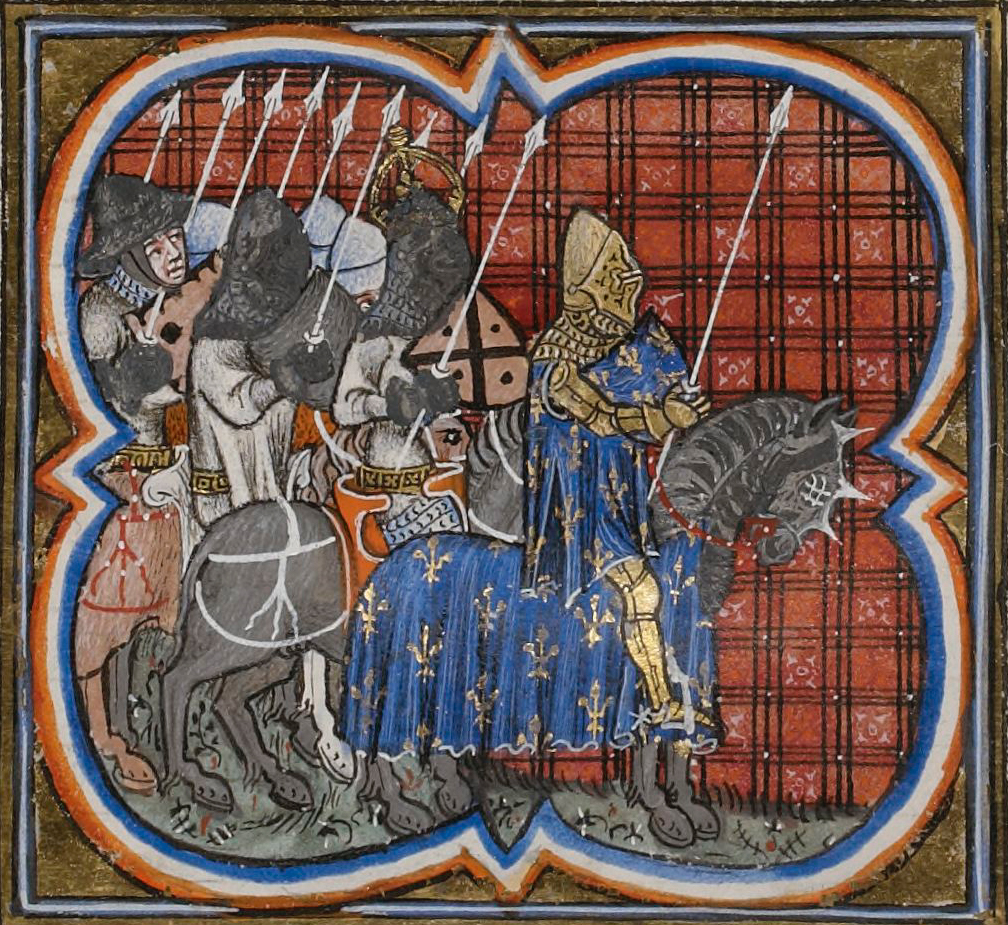
Vojsko druhé křížové výpravy na středověké miniatuře.

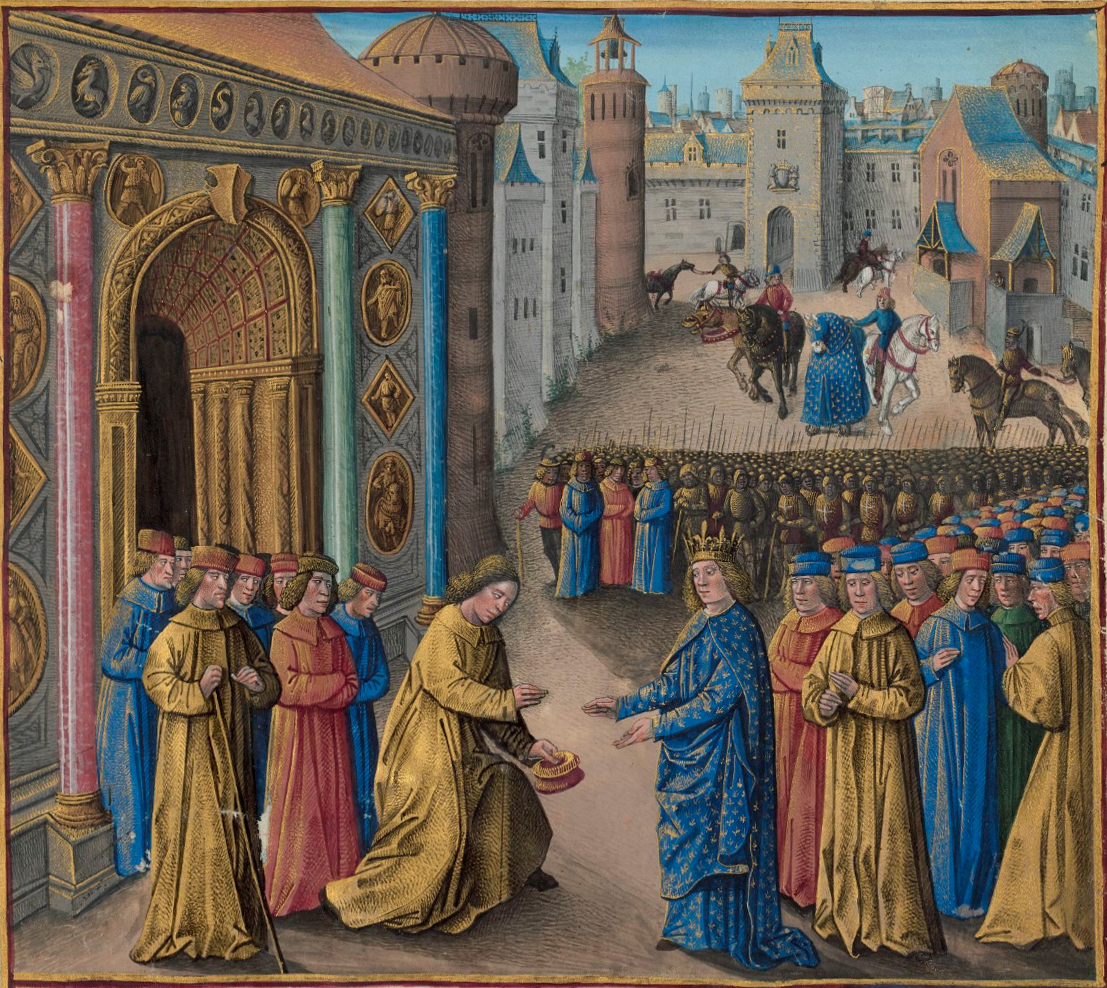
Raimond z Poitiers vítá krále Ludvíka v Antiochii
na středověké iluminaci.

31. března 1146 na sněmu ve Vézelay král, v touze podpořit křesťanské státy oslabené zejména po ztrátě Edessy, přijal kříž a Eleonora se rozhodla jej společně se svými vazaly doprovázet. Křižácké vojsko se vydalo po pevnině do Svaté země. Byzantského kronikáře zaujala účast žen, mezi nimiž vynikala samotná Eleonora, kterou nazvali Zlatonožkou.
| „                   | Dokonce i ženy táhly v jejich řadách… Byla mezi nimi také nová Penthesileia, dáma, která dostala přízvisko podle zlaté krajky na lemu jejího šatu… | “ |
| — Nikétas Choniátes | |   |

Po poměrně klidném počátku cesty se situace změnila. Od Vánoc 1147 byli poutníci systematicky napadáni Seldžuky, kteří okolo nich kroužili jako supi a zabíjeli opozdilce. Vojáci byli vyčerpaní, zmáhal je nedostatek potravin, ledový vichr a úmorná cesta přes hornatou krajinu. Pronásledované vojsko se ve značně menším počtu na počátku února 1148 doplahočilo k byzantské Attalii. Ludvík se zde s Eleonorou, částí jízdy a rytířů nalodil na byzantskou loď a nechal se dopravit do Svatého Symeona blízko Antiochie. Pěšáci pro nedostatek plavidel v Attalii zůstali s tím, že si musí najít cestu na východ sami.
Když v březnu 1148 dorazili do Antiochie, byl král už tak zadlužen, že si musel od templářů vypůjčit peníze potřebné k pokračování výpravy. V přepychu křižáckého hrabství se znavení poutníci rychle zotavili. Na výpravě se zřetelně projevily rozpory mezi oběma manželi. Eleonora údajně v Levantě prožila skandální milostný románek se svým strýcem, antiochijským knížetem Raimundem z Poitiers.
| „                  | … důvěrné chování knížete ke královně, jejich neúnavné a skoro nepřetržité rozhovory, vzbudily u krále podezření… | “ |
| — Jan ze Salisbury | |   |

Oba muži se také neshodli ohledně plánovaného cíle křižáckého útoku a Eleonora se přidala se svým názorem ke strýci, hrozila rozvodem pro blízké příbuzenství a odmítala odejít z Antiochie, takže ji král musel nechat odvést násilím. Do Jeruzaléma ji dopravil v podstatě jako vězeňkyni. Po nepovedeném útoku na Damašek se manželé rozhodli strávit zimu ve Svaté zemi. Návrat zpátky do Evropy byl stejně bouřlivý jako celá křížová výprava. Z Palestiny vypluli každý na jiné lodi po Velikonocích 1149 ve flotile sicilského krále Rogera II., válčícího v tu dobu s Byzancí. U pobřeží Peloponésu byla královnina loď zajata byzantským loďstvem, které zamířilo s Eleonorou do Konstantinopole. Sicilské loďstvo Eleonoru včas osvobodilo a manželé se setkali až v září v Kalábrii, kde je Roger II. přijal s velkými poctami. Zde se také dozvěděli o smrti Raimunda z Poitiers v bitvě s Núr ad-Dínem.
V důsledku strádání a prožitých emocí se královnin zdravotní stav zhoršil natolik, že zpáteční cesta se musela konat na etapy s delší zastávkou v benediktinském klášteře Monte Cassino. K břehům Seiny tak Eleonora s Ludvíkem dorazili až v listopadu. Během zpáteční cesty je přijal papež Evžen III., který se obával politických zmatků, které by uvažovaný rozvod královského páru mohl způsobit.
| „                  | … poté, co vyslechl stížnosti každého z nich…, zcela utišil nesvár, k němuž došlo v Antiochii mezi králem a královnou, zakázal jakoukoliv zmínku o příbuzenství mezi nimi, manželství potvrdil a slovem i písmem zakázal pod trestem klatby, aby kdokoli na toto manželství útočil a chtěl je zrušit… A uložil manžele do jedné postele, kterou okrášlil svým vlastním nejdrahocennějším vybavením. | “ |
| — Jan ze Salisbury | |   |

Následujícího roku se královským manželům narodila druhá dcera Alix. Její narození však už bylo jen labutí písní manželství, které nezadržitelně spělo ke svému konci.

### Rozvod

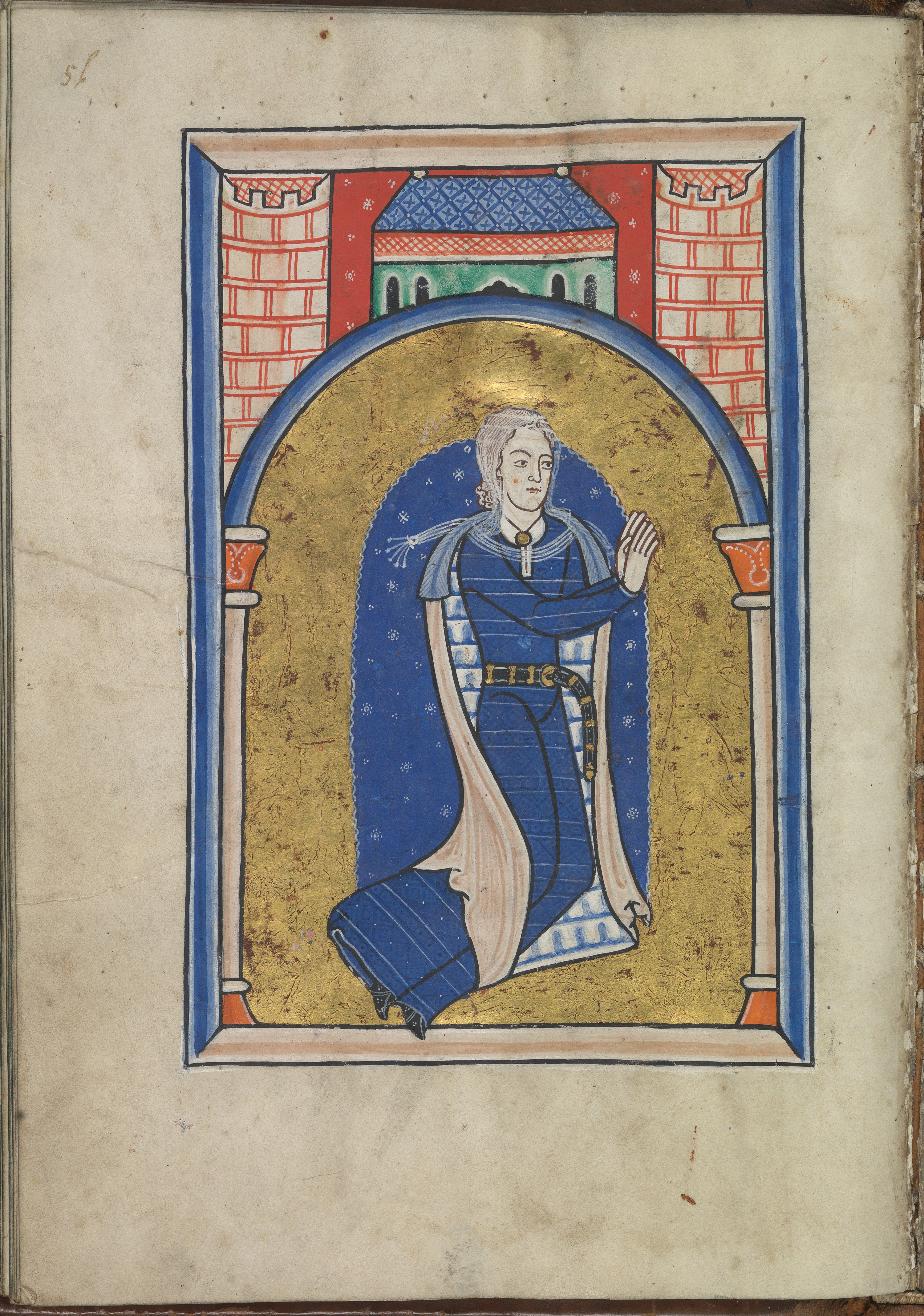
Eleonora v pozici pokorné donátorky (Žaltář Eleonory Akvitánské)

V lednu 1151 zemřel opat Suger a nic nebránilo Ludvíkovi v rozvodu s královnou Eleonorou. K rozvodu došlo 21. března 1152 oficiálně z důvodu blízkého příbuzenství, ve skutečnosti však kvůli odcizení mezi manžely a Eleonořiny údajné nedostatečné plodnosti. Veřejného vyhlášení rozvodu se zúčastnili čtyři arcibiskupové a početní příslušníci francouzské šlechty.
| „ | … královi blízcí a příbuzní se shromáždili před králem, aby mu sdělili, že mezi ním a jeho ženou Eleonorou je pokrevní vztah, a slíbili to odpřísáhnout… | “ |

Eleonora po rozvodu získala zpět své země, do nichž se hodlala uchýlit a Ludvík VII. po ztrátě manželčina rozsáhlého území klesl na úroveň středně významného vladaře. Obě dcery zůstaly u otce.
Při cestě do Akvitánie se rozvedené královny, která opět představovala skvělou partii, téměř zmocnil za cenu násilí Theobald z Blois, jenž ji chtěl pojmout za manželku. Eleonoře se podařilo zajetí vyhnout a stejně tak unikla i nástrahám Geoffroye VI. z Anjou, mladšího bratra Jindřicha Plantageneta. 

## Anglická královna

### Manželství s Jindřichem II.

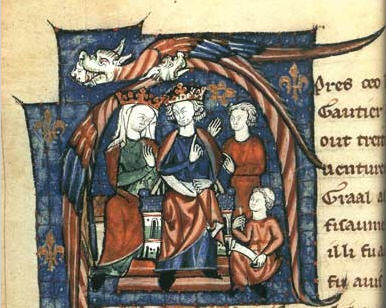
Eleonora a Jindřich II. na středověké iluminaci.

18. května 1152, dva měsíce po zapuzení prvním manželem, se Eleonora Akvitánská provdala podruhé. Jejím vyvoleným byl devatenáctiletý normandský vévoda Jindřich Plantagenet, s nímž se pravděpodobně poprvé setkala v srpnu 1151, kdy Jindřich společně se svým otcem Geoffroyem V. z Anjou navštívil francouzský dvůr. Na překážku sňatku jim nebyl ani věkový rozdíl, ani pokrevní příbuzenství, ba ani Eleonořina údajná neplodnost. Jejich společné kontinentální majetky vytvořily uzavřenou enklávu a kapetovské království bylo ohroženo. Eleonořiným nejoblíbenějším sídlem se stalo město Angers.
Ludvík VII. reagoval na Eleonořino nové manželství prohlášením, že uzavřením sňatku dcery jeho vazala bez jeho povolení došlo k porušení feudálního práva. Plantagenet se odmítl králi zodpovídat, byl jím prohlášen za vzbouřence a jeho jmění mělo být zkonfiskováno. Rozsudek se však nikdy nedočkal praktického provedení. Francouzská koruna se pokusila Akvitánii udržet silou, ale téměř rok trvající vojenské tažení, jež podporovali kromě Jindřicha ze Champagne také Robert z Dreux a Eustach z Boulogne, syn anglického krále Štěpána III. z Blois, dopadlo nevalně. Ludvík VII. se roku 1154 zřekl titulu akvitánského vévody, na který měl nárok po sňatku s Eleonorou.
Ještě téhož roku 1154 zemřel v Anglii král Štěpán a na ostrovní trůn dosedl Jindřich Plantagenet. Území, nad nímž vládli od té doby Jindřich a Eleonora, sahalo od hranic Skotska až po Pyreneje. Na evropském kontinentu zahrnovalo celou západní část dnešní Francie, pobřeží podél Lamanšského průlivu a Atlantiku, od ústí řeky Bresle až po břehy řeky Bidassoa za městem Bayonne.
19. prosince 1154 byli Jindřich s Eleonorou ve Westminsterském opatství korunováni. Svým příchodem upevnili v Anglii dominantní postavení francouzské kultury. Pár byl neustále na cestách mezi ostrovním královstvím a kontinentálním panstvím, opakovaně si vládu v různých částech země rozdělovali. Zatímco král byl v Normandii, Eleonora zůstala v Anglii a naopak. Jindřich byl sice akvitánským vévodou, ale ke každému rozhodnutí v zemi své ženy potřeboval její souhlas.
Roku 1156 složil Jindřich králi Ludvíkovi VII. za své državy na francouzském území lenní hold. Roku 1158 se oba panovníci setkali v Gisors u příležitosti zásnub jejich dětí.

### Vězení

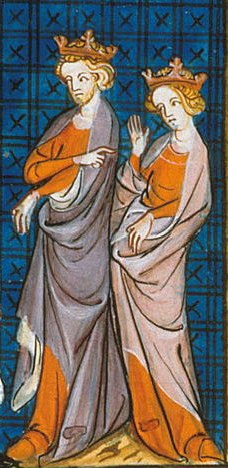
Jindřich a Eleonora (Svatodivišské kroniky)

Eleonora v manželství s Jindřichem navzdory častým odloučením porodila osm dětí, z toho pět synů, z nichž první zemřel v dětském věku, zatímco její bývalý manžel Ludvík se svého vytouženého dědice dočkal až roku 1165. Jindřich Plantagenet byl proslulý svou činorodostí, neposedností a záchvaty zuřivého vzteku. Jeho nejznámější milenkou byla, zřejmě od roku 1166, „krásná Rosamunda“, dcera normanského rytíře Waltera z Cliffordu, která vystřídala jinou milenku jménem Arise a pravděpodobně zapříčinila rozkol mezi manželi. Roku 1167 porodila královna Eleonora své poslední dítě, syna Jana, a odešla na svůj dvůr v Poitiers.
Jindřich o tři roky později těžce ochořel a v předtuše blížící se smrti rozdělil říši mezi své syny. Nejstarší Jindřich měl dostat Anjou, Normandii a Anglii. Richard měl zdědit matčinu Akvitánii a Geoffroy otcem získanou Bretaň. Poslední Jan se měl stát hrabětem z Mortain. Král však nemoci nepodlehl, uzdravil se a ambiciózní potomstvo nesouhlasilo s tím, že otec jim moc zatím nepředal. Eleonora vzpouru svých dospělých synů proti otci podněcovala. Princové se v proměnlivých konstelacích spolčovali mezi sebou a s francouzským králem proti otci. Jejich doposud doutnající odpor vypukl s Eleonořinou podporou otevřeně roku 1173.
| „                               | Manželka hřeší, vzdaluje-li se svému manželovi, nezachovává-li manželskou smlouvu… Všichni litujeme, že se takto odlučuješ od manžela… Vrať se ke svému muži, jinak tě k tomu podle kanonického práva přinutíme… | “ |
| — z kázání arcibiskupa z Rouenu | |   |

Vzpurnou královnu hrozba exkomunikace nijak nepřesvědčila a král vpadl s brabantskými žoldnéři do kraje Poitou, které pustošil. Roku 1174 se Eleonora v mužském přestrojení při pokusu o útěk na francouzské území dostala do rukou manžela a ten ji nechal uvěznit na hradě Chinon a poté odvézt do anglického Salisbury. Místo přísně střeženého pobytu bylo často měněno, aby bylo znemožněno královnino osvobození. Synové se otci vzdali v září 1174.
| „                   | Od Ďábla jsme přišli a k Ďáblu se vrátíme… | “ |
| — Richard Lví srdce |                                            |   |

V roce 1183, po smrti své milenky Rosamundy a syna Jindřicha Mladíka, král Jindřich II. převezl Eleonoru do Normandie a o rok později zpět do Anglie. V té době již měla více volnosti než předtím. Ke dvoru se mohla vrátit na Vánoce 1184, kdy došlo k příměří a manželé společně oslavili svátky. V tu dobu již králův dvůr i král sám upadal.
| „              | Ve stolování, divokých vyjížďkách a nočních pitkách nezachovává ani řád, ani míru. Kněží a dvořané musejí jíst tvrdý, mizerně upečený ovesný chléb…, k pití je pančované, zkalené, zkyslé víno… Dvoru se podávají někdy i nemocná zvířata nebo čtyři dny zamřelé ryby, které již hnijí a smrdí… | “ |
| — Petr z Blois | |   |

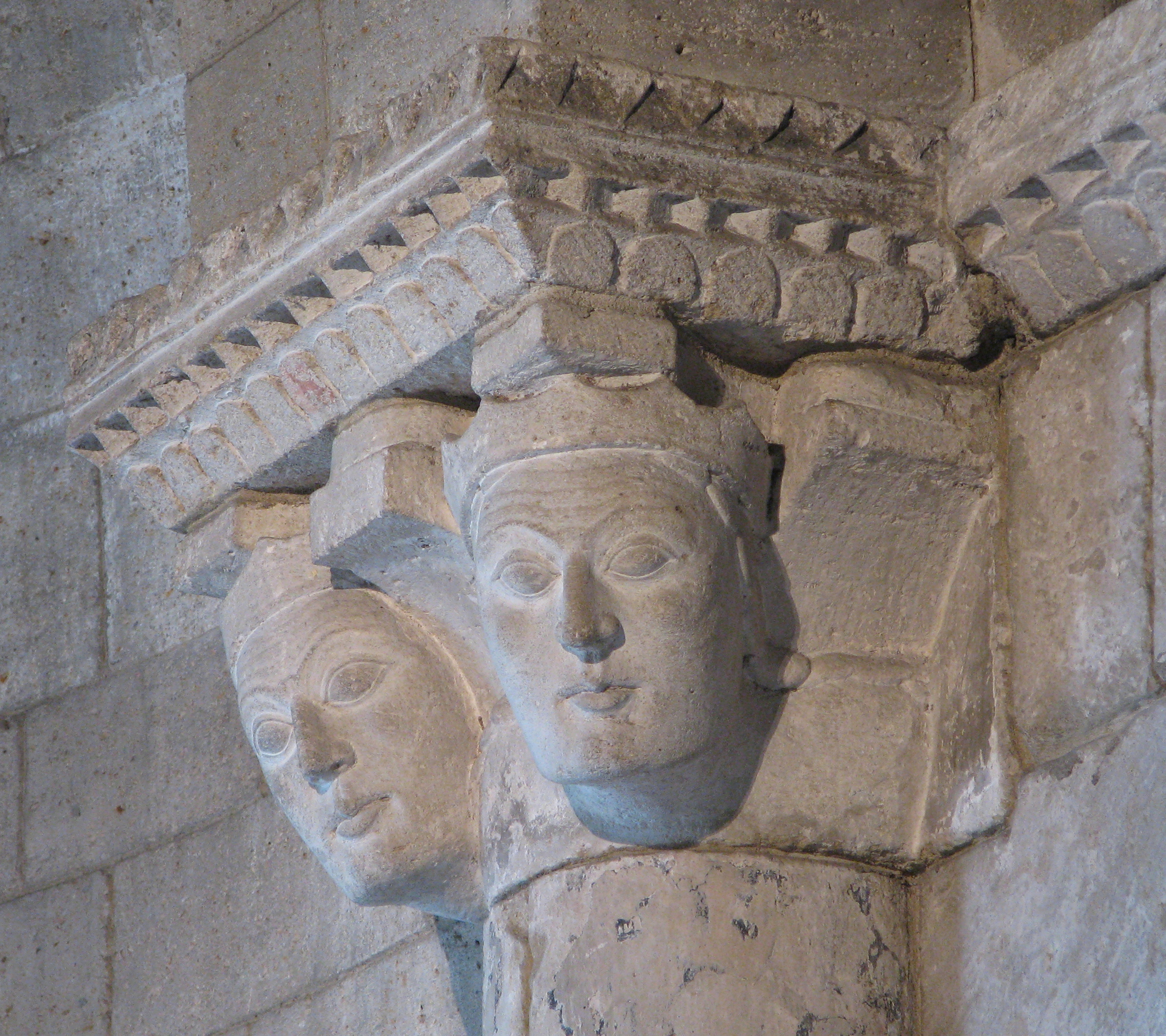
Hlavice sloupu z kaple v Langonu reprezentující Elonoru a Jindřicha

V zajetí zůstala Eleonora až do manželovy smrti roku 1189. Richard po otcově skonu vyslal Viléma Maréchala, aby matku vysvobodil z královského vězení. Věrný služebník ji našel ve Winchesteru již na svobodě a „vznešenější než kdy jindy“.

### Královna vdova

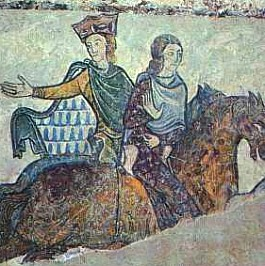
Pravděpodobně Eleonora s dcerou Johanou na nástěnné malbě v kapli sv. Radegondy v Chinonu.

Po svém osvobození zůstala Eleonora v Anglii, kde se těšila velké úctě a zařizovala Richardovu korunovaci. Dojednala pro něj sňatek s princeznou Berengarií Navarrskou a dovezla mu ji roku 1191 do sicilské Messiny, kde se chystal ke třetí křížové výpravě.
Po dobu Richardova tažení ve Svaté zemi se snažila krotit touhu mladšího syna Jana po anglické koruně. Po obdržení zpráv o Richardově zajetí rakouským vévodou Leopoldem Babenberským vyslala do Svaté říše římské opaty z Boxley a Robertsbridge, aby vyjednali synovi svobodu, a začala shánět výkupné. Richard mohl díky neúnavnosti své matky přislíbit císaři 100 000 hřiven stříbra. Kvůli průtahům Eleonora neváhala a ve svých dopisech se obrátila i na papeže.
| „                                                                               | Na vašem rozhodnutí a na vaší dobrotivé moci závisí to, po čem lid toužebně volá, a jestliže se vy sám rychle nechopíte soudu, veškerá tragika toho zla se vám vrátí… Náš král je v okovech a ze všech stran na něj doléhá úzkost… Tato záležitost, smutná pro církev a podněcující lid k nepokoji, škodí, a ne málo, vaší pověsti, že jste v takovém konfliktu, při tolika slzách, tolika prosbách, nevyslal ke knížatům ani jediného svého posla… | “ |
| — Eleonora, z hněvu Božího anglická královna (v dopise papeži Celestinovi III.) | |   |

Požadované výkupné získané od vazalů královna nakonec sama dopravila na císařský dvůr. Richard byl propuštěn ze zajetí a vrátil se do Anglie, kterou však brzy zase opustil a odcestoval do Akvitánie. Eleonora se stáhla do klášterního ústraní ve Fontevrault, který od svého sňatku s Jindřichem podporovala. Na jaře roku 1199 byl Richard při obléhání hradu Châlus zraněn, po lékařském zákroku jej začala sužovat horečka a 6. dubna v Eleonořině náručí zemřel.  V září téhož roku Eleonora pochovala i dceru Johanu, bývalou sicilskou královnu, které se nevyvedlo manželství s toulouským hrabětem a zemřela při porodu.
Poslední velkou cestou staré královny byla výprava přes Pyreneje, když v lednu roku 1200 navštívila dvůr dcery Eleonory a přivezla odsud svou vnučku Blanku Kastilskou jako nevěstu pro francouzského prince. Svatby se nezúčastnila, nýbrž jela hledat odpočinek do Fontevrault. V létě roku 1202 byla královna hledajíc bezpečí na hradě Mirebeau obležena svým vnukem Arturem Bretaňským, uchazečem o dědictví po zesnulém Richardovi. Jan Bezzemek svou matku záhy osvobodil a Artura společně s dalšími spiklenci zajal.
Eleonora zemřela jako žena vysokého věku na jaře 1204 ve fontevraultském opatství, kde byla také pohřbena. Na dochovaném dřevěném náhrobku je zpodobněna jako ležící žena držící otevřenou knihu. Z jejích deseti dětí žili již jen dcera Eleonora, kastilská královna, a syn Jan zvaný Bezzemek.

## Odraz v literatuře a umění

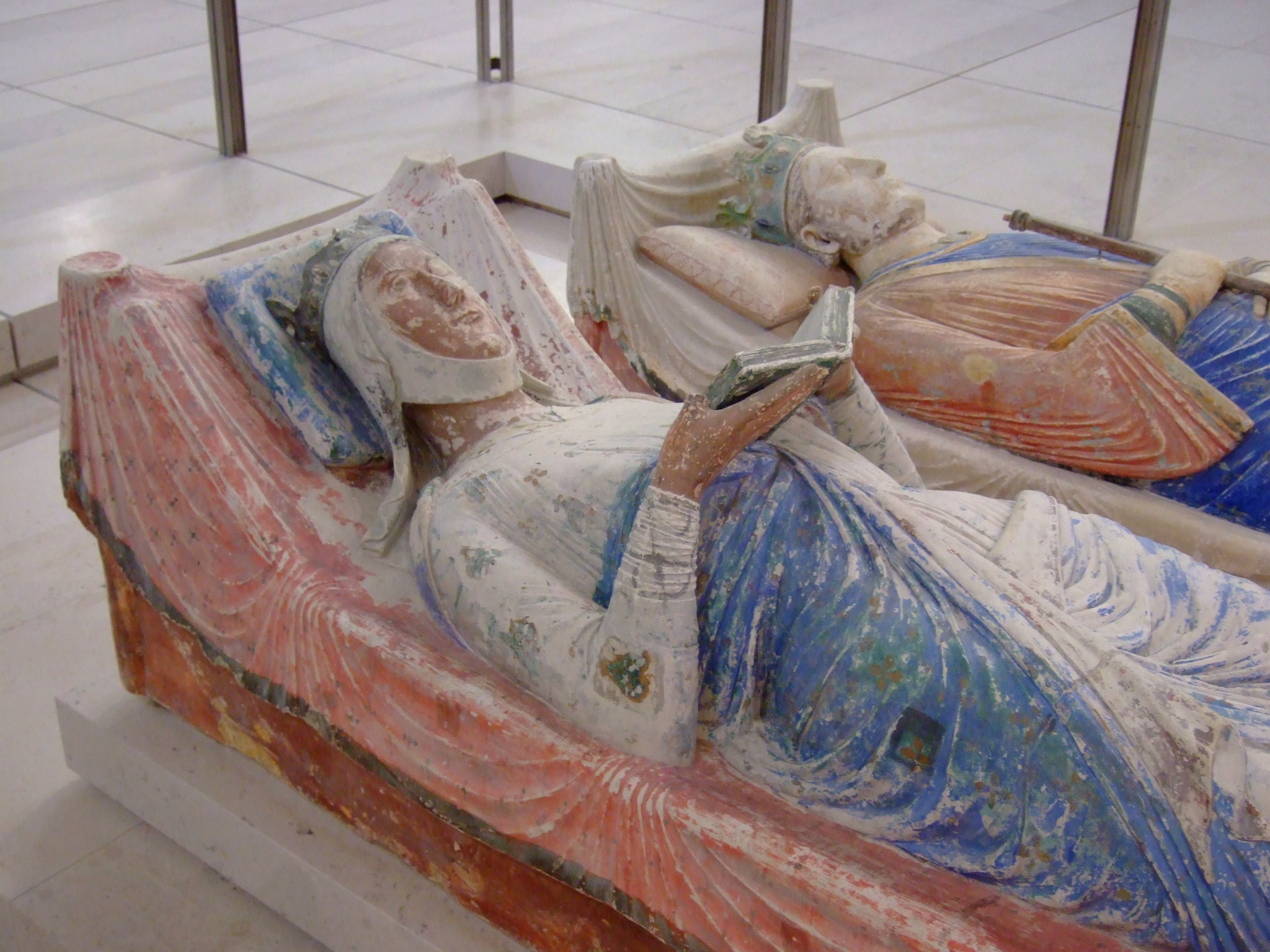
Náhrobek ve Fontevrault.

Osobnost královny byla ve své době velmi kontroverzní. Díky svému chování během manželství s Ludvíkem si od svých současníků vysloužila odsouzení, které mnich Hélinand z Froimontu shrnul do tvrzení, že „se nechovala jako královna, ale jako běhna“. Pohoršení vzbudila i její vzpoura proti králi Jindřichovi II., protože se projevila jako neposlušná manželka a porušila tak tehdejší pravidla manželského soužití.
Z dnešního pohledu byla Eleonora Akvitánská jednou z nejpozoruhodnějších žen středověku, svými osudy lákající ke ztvárnění v dílech románových autorů. Jedním z beletristických děl o královně Eleonoře je román německé spisovatelky Tanji Kinkel Lvice z Akvitánie. Populární je také série románů od Sharon Kay Penmanové.
Známým dílem se stala také dvakrát zfilmovaná divadelní hra Jamese Goldmana Lev v zimě, popisující vztahy mezi Jindřichem, Eleonorou a jejich syny. V prvním filmu z roku 1968 ztvárnila Eleonoru Katharine Hepburnová, která za něj získala Oscara za nejlepší ženský herecký výkon v hlavní roli. Ve druhém filmu z roku 2003 byla představitelkou Eleonory Glenn Closeová, které byl za tuto roli udělen Zlatý globus jako „nejlepší herečce v minisérii nebo TV filmu“.

## Potomci
1. manželství ⚭ 22. července 1137 Ludvík VII. Francouzský (1120–1180)
- Marie (1145–1198) ⚭ 1164 Jindřich ze Champagne (1127–1181), hrabě ze Champagne
- Alix (1151 – po 1195) ⚭ 1164 Theobald z Blois (1130–1191), hrabě z Blois, Chartres a Châteaudunu

2. manželství ⚭ 18. května 1152 Jindřich II. Plantagenet (1133–1189)
- Vilém (1153–1156)
- Jindřich (1155–1183) ⚭ 1172 Markéta Francouzská (1158–1197)
- Matylda (1156–1189) ⚭ 1168 Jindřich Lev (1129–1195), vévoda saský a bavorský
- Richard Lví srdce (1157–1199), král Anglie a pán Irska v letech 1189–1199 ⚭ 1191 Berengarie Navarrská
- Geoffroy II. (1158–1186), bretaňský vévoda a hrabě z Richmondu ⚭ 1181 Konstancie Bretaňská
- Eleonora (1162–1214) ∞ 1176 Alfonso VIII. Kastilský (1155–1214), král Kastílie
- Johana (1165–1199)

1. ∞ 1177 Vilém II. Sicilský
2. ∞ 1196 Raimond VI. z Toulouse

- Jan (1166–1216)

1. ∞ 1189 Isabela z Gloucesteru
2. ∞ 1200 Isabela z Angoulême